# Давид Данюшевський
Давид Данюшевський (1885 — 1944) — польський шахіст, провідний гравець Лодзя від перших до кінця 20-х років ХХ століття.

## Життєпис
Першого успіху досягнув 1906 року, посівши 2-ге місце (позаду Акіби Рубінштейна, попереду Хенріка Сальве) на чемпіонаті Лодзького товариства любителів шахової гри. Цей успіх повторив наступного року. Крім того, взяв участь у 5-му Всеросійському шаховому турнірі (проходив також у Лодзі), у якому посів 10-те місце. 1909 року виступив у Санкт-Петербурзі, де поділив 4-6-те місце (на турнірі переміг Олександр Алехін). Після закінчення Першої світової війни був учасником (1920 року) першого чемпіонату РРФСР у Москві, в підсумку поділивши 9-10-те місця. У 1922 році посів 2-ге місце в Лодзі, a у 1924 році там само поділив 1-2-ге місця. Також 1924 року грав за збірну Польщі на неофіційній шаховій олімпіаді в Парижі, показавши найкращий індивідуальний результат серед товаришів по збірній. 1927 року взяв участь у 2-му чемпіонаті Польщі, який відбувся в Лодзі, посівши 10-те місце.
Був автором Księgi Jubileuszowej Łódzkiego Towarzystwa Zwolenników Gry Szachowej, яка вийшла друком 1938 року з нагоди тридцятип'ятиліття того клубу. Перед тим 1922 року написав (російською мовою) монографію присвячену російському шахістові Михайлові Чигоріну, єдину копію якої 1947 року передано радянським гросмейстерам, що гостювали в Лодзі. Цю працю, в якій розглянуто 800 партій Чигоріна, ніде не видано. Написав також ескіз праці присвяченої Давидові Яновському, яку так і не завершив.
Під час німецької окупації перебував у лодзинському гетто. Збереглися записи партій, зроблених його власною рукою. Датування останньої партії, яку зіграв 9 лютого 1944 року з доктором Саломоном Шапіро, здається свідчить, що Давид Данюшевський перебував у гетто аж до часу його ліквідації. Обставини смерті шахіста невідомі.
Давидові Данюшевському присвятили свою монографію Томаш Ліссовський і Віктор Чарушин Данюшевський. Невідомий суперник Алехіна, яка вийшла друком 1999 року.